# Gaggio Montano
Gaggio Montano is een gemeente in de Italiaanse metropolitane stad Bologna (regio Emilia-Romagna) en telt 4928 inwoners (31-12-2004). De oppervlakte bedraagt 58,7 km², de bevolkingsdichtheid is 82 inwoners per km².

## Demografie
Gaggio Montano telt ongeveer 2171 huishoudens. Het aantal inwoners steeg in de periode 1991-2001 met 8,7% volgens cijfers uit de tienjaarlijkse volkstellingen van ISTAT.
| Jaar | Inwoneraantal |
| ---- | ------------- |
| 1991 | 4390          |
| 2001 | 4771          |

## Geografie
De gemeente ligt op ongeveer 682 meter boven zeeniveau.
Gaggio Montano grenst aan de volgende gemeenten: Alto Reno Terme, Castel d'Aiano, Castel di Casio, Grizzana Morandi, Lizzano in Belvedere, Montese (MO) en Vergato.